# 兵庫陶芸美術館
兵庫陶芸美術館（ひょうごとうげいびじゅつかん）は、兵庫県丹波篠山市にある、陶磁器をテーマとする美術館。平安時代から続く兵庫県の陶芸文化の継承と振興を目的として虚空蔵山の麓、立杭陶の郷の隣接地に開設された。
また当館が立地する自然と伝統文化が融合する丹波立杭において、エコミュージアム的環境の創出を目指し活動を続ける施設である。

## 概要
日本六古窯の一つに数えられる丹波焼の最大の窯業地「丹波立杭」エリアに立地する。
この丹波焼をはじめ、淡路のみん平焼、姫路の東山焼、豊岡の出石焼、三田の三田焼、篠山の王地山焼などの兵庫県産陶磁器を中心に、古陶磁から現代陶磁まで幅広く展示する。
所蔵・展示品は兵庫県陶芸館から購入・寄贈された陶磁器を核としており、これは陶芸館創設者である田中寛（全但バス社長、1904～81）自身の個人コレクションであったもの。
2008年（平成20年）に発足した日本の陶磁専門公立博物館で構成される組織「陶磁ネットワーク会議」の創立メンバーである。
日本博物館協会会員館。兵庫県博物館協会加盟館。美術館連絡協議会加盟館。博物館法に基づく兵庫県教育委員会指定施設（博物館に相当する施設）である。またひょうごっ子ココロンカードの対象施設になっている。指定管理者制度を採用せず、兵庫県の直営である。

## 施設
- 展示棟 - 展示室5室（1階：2室、2階に2室、地下1階：1室）
- エントランス棟
  - 1階 - インフォメーションコーナー、工房（土練機、電動ロクロ、電気窯、ガス窯等の設備）
  - 2階 - 展望デッキ、ダイニングカフェ「虚空蔵」
- 研修棟 - セミナー室（120席）、談話室（定員26名）
- 管理棟
  - レファレンスルーム(美術館図書室) - 陶芸関係専門図書等7,000冊を所蔵
  - コミュニティギャラリー - 展示スペース
  - 館長室、副館長室、学芸員室、事務室、守衛室等
- 茶室「玄庵」 - 8畳茶室、立礼席（18席）、呈茶サービスあり

（各棟は回廊で結ばれる。）

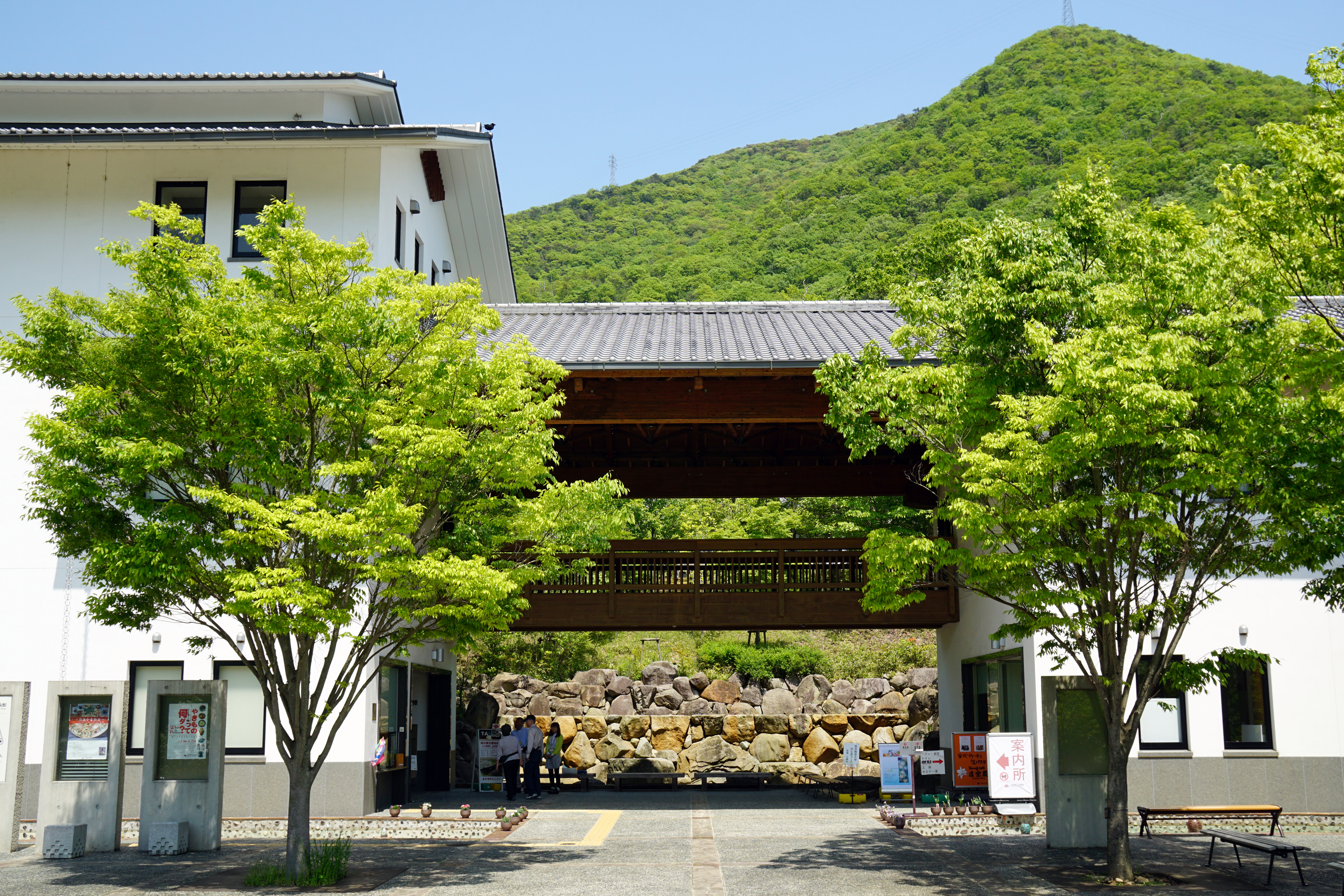
エントランス棟
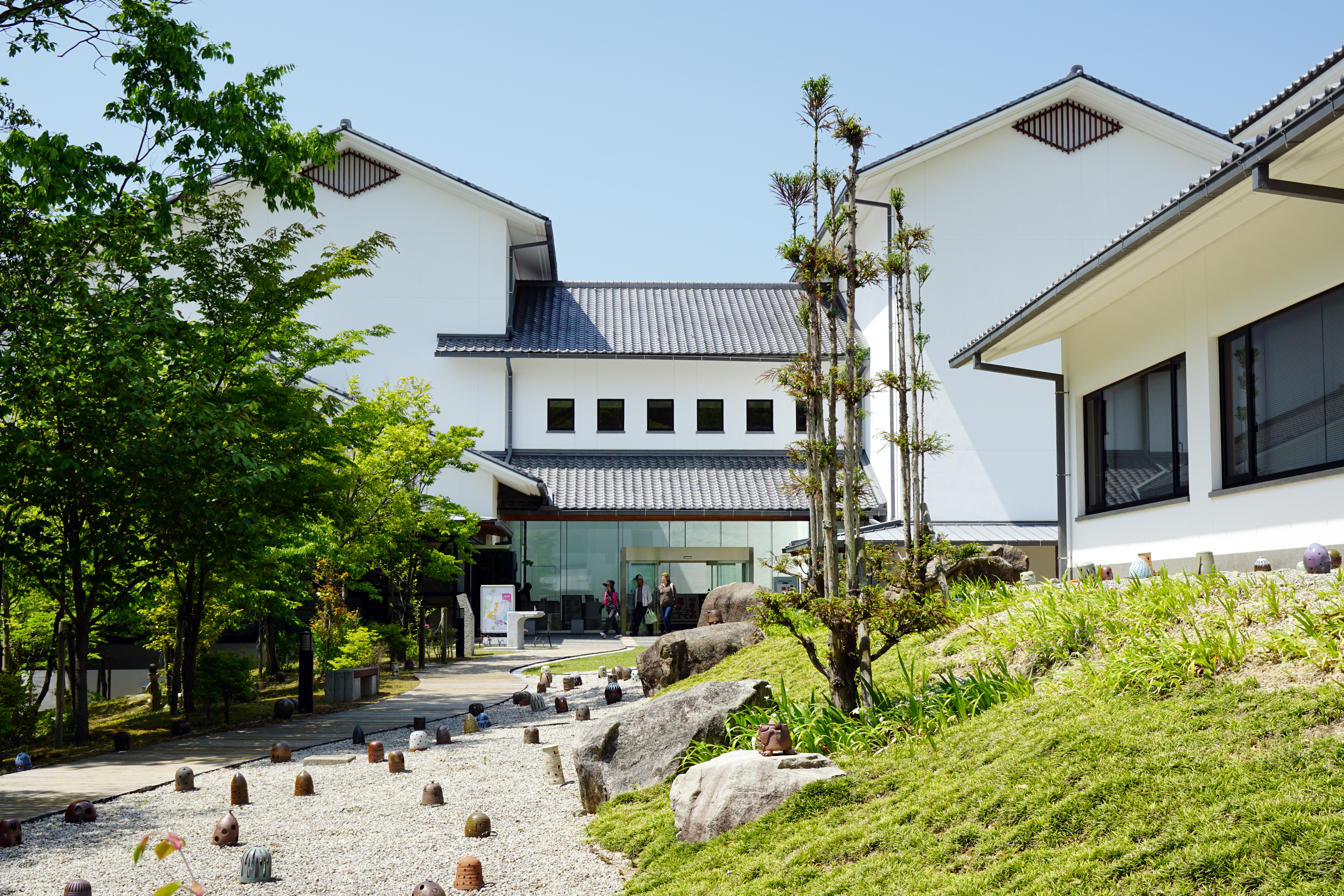
展示棟
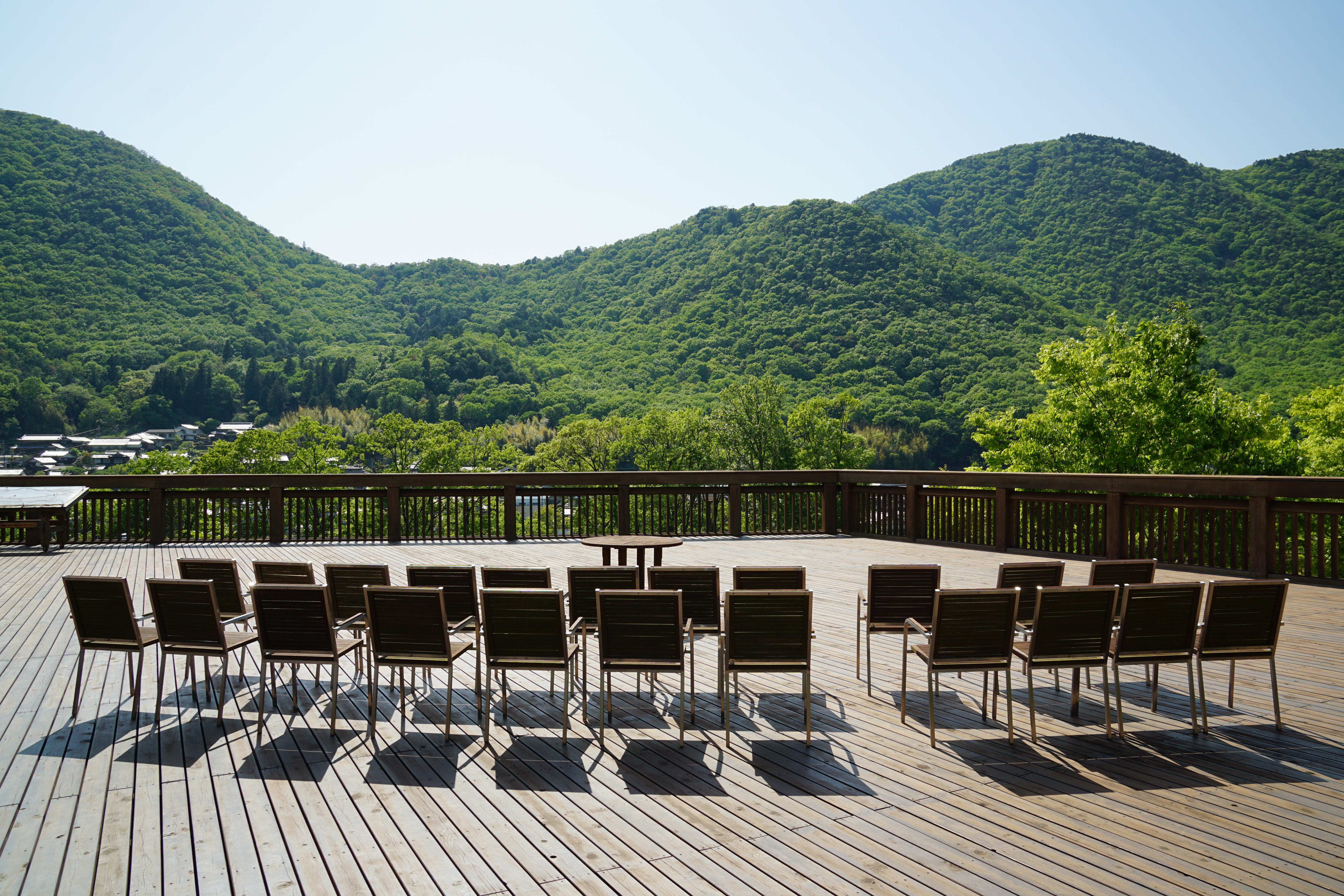
展望デッキ
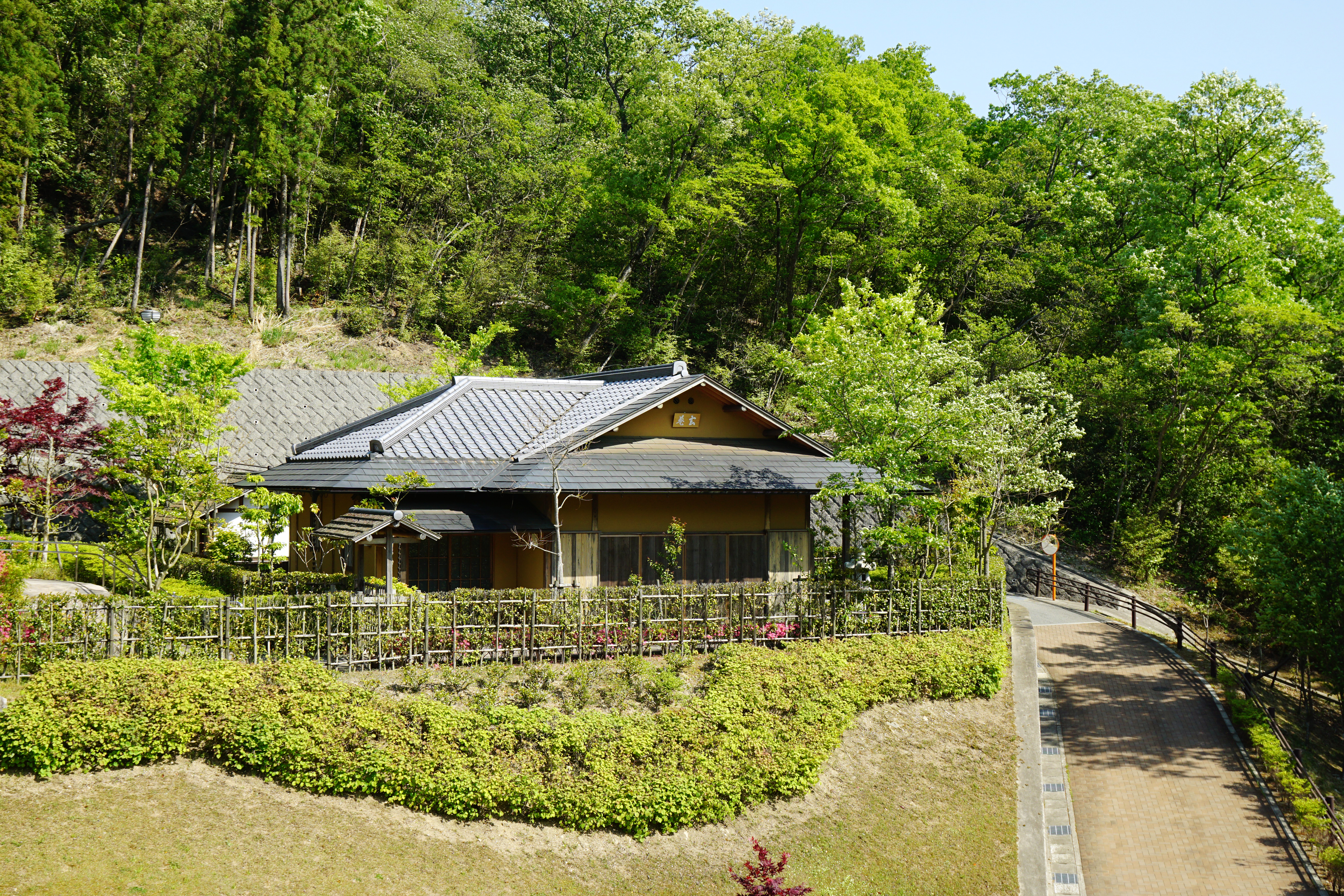
茶室「玄庵」

## 主な所蔵品
- 丹波焼 壺 銘「猩々」 鎌倉時代前期
- 丹波焼 赤土部灰釉三耳壺 江戸時代前期
- 丹波焼 色絵桜川文徳利 江戸時代後期
- みん平焼 色絵秋草文茶碗 江戸時代後期
- 出石焼 白磁籠形貼花菊文壺 明治時代
- 富本憲吉 鉄描銅彩｢白雲悠々｣字大皿 1953年
- 富本憲吉 色絵金銀彩四弁花模様蓋付飾壺 1956年
- ルーシー・リー 花生 1978年
- 松井康成、清水卯一、柳原睦夫、中村錦平らの近現代陶芸作品
- 清水九兵衛 モニュメント「共存」 2005年

## 建築概要
- 設計：兵庫県、株式会社黒田建築設計事務所[8]
- 施行：株式会社住吉工務店[9]
- 竣工：2005年
- 施設
  - 展示棟：鉄筋コンクリート造 地上2階、地下1階
  - 研修棟：鉄骨造
- 敷地面積：49,000m2
- 延床面積：6,542m2

## 利用情報
- 開館時間
  - 10:00～18:00（入館は17:30まで）
  - 7月～8月の土・日曜日 - 9:30～18:00（入館は17:30まで）
- 休館日 - 月曜日（月曜日が祝日の場合は翌平日）、年末年始（12月31日・1月1日）

## 交通アクセス
- JR福知山線 相野駅から神姫バス「兵庫陶芸美術館」または「清水」行きで15分、「兵庫陶芸美術館」下車すぐ

## 周辺情報
- 立杭陶の郷
- 日本六古窯現代名陶館
- こんだ薬師温泉 ぬくもりの郷
- 播州清水寺
- 和田寺山